# Verband Community Fernsehen Österreich
Der Verband Community Fernsehen Österreich (VCFÖ) ist der Verband und die Interessensvertretung nichtkommerzieller Community-Fernsehstationen in Österreich, wurde 2010 gegründet und hat drei Mitglieder. Sie akzeptieren die Charta für Community Fernsehen in Österreich.

## Mitglieder
Zu den ordentlichen Mitgliedern gehören:
- dorf (Linz)
- FS1 (Salzburg)
- Okto (Wien)